# Amerikaanse militaire begraafplaats in Romagne-sous-Montfaucon

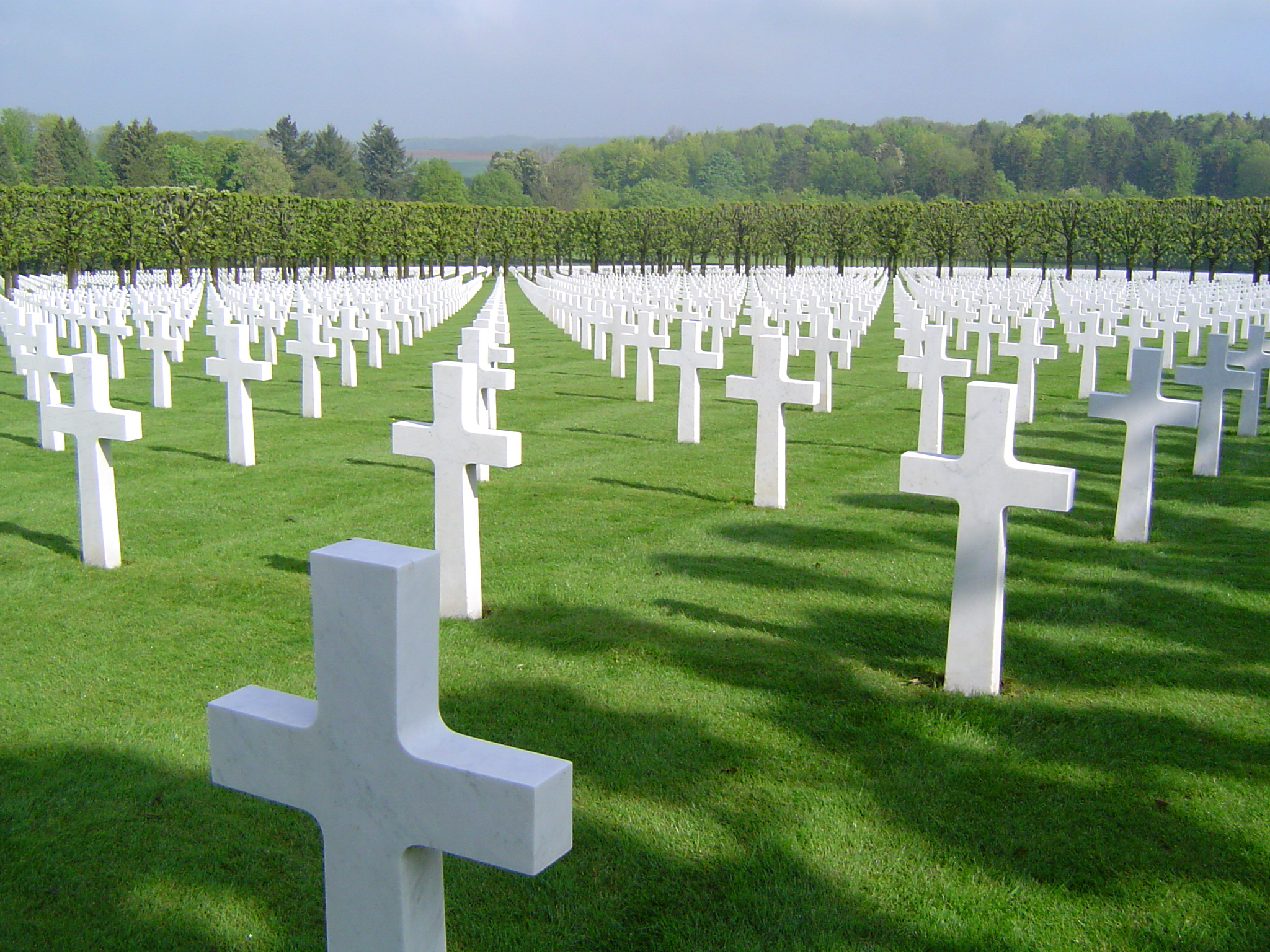
De grafvelden

Op de Amerikaanse militaire begraafplaats in Romagne-sous-Montfaucon liggen 14.246 militairen die zijn gesneuveld gedurende de Eerste Wereldoorlog in Noordwest Frankrijk. Het is de grootste Amerikaanse militaire begraafplaats in Europa.

## Geschiedenis

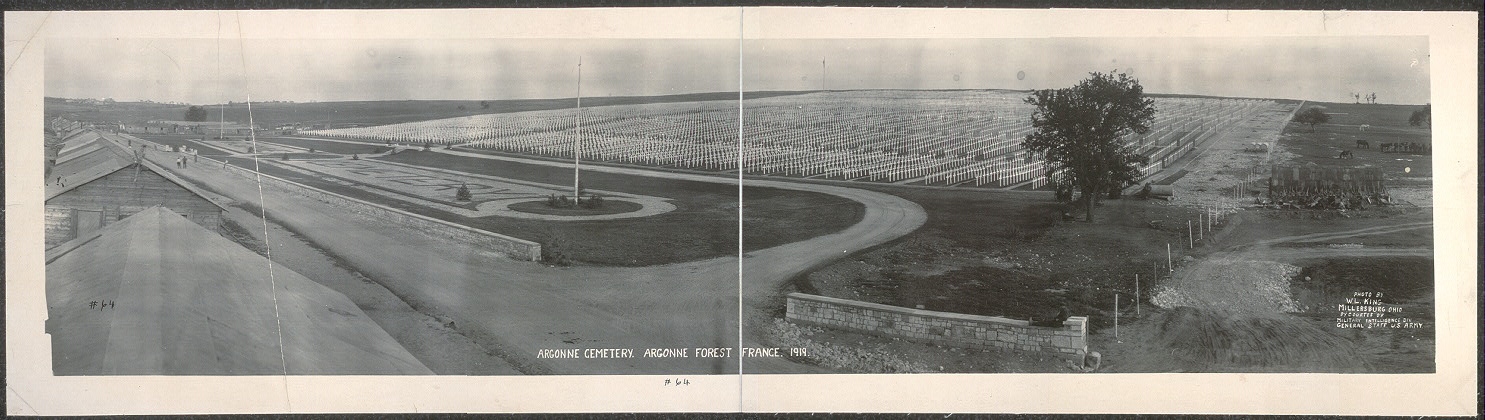
Amerikaans militair kerkhof Romagne-sous-Montfaucon (1919)

Het terrein van het kerkhof ligt in de oude frontlinie van het Maas-Argonneoffensief dat zich afspeelde tussen 26 september en 11 november 1918. Het stuk grond werd op 14 oktober 1918 in gebruik genomen als begraafplaats nadat het net daarvoor was ingenomen door de Amerikaanse 32ste infanterie-divisie. Het terrein werd door de Franse regering in permanente bruikleen gegeven aan de VS.

## Inrichting
De 14.246 graven zijn verdeeld over acht velden. Om de velden heen bevinden zich lindebomen, de velden zelf zijn bedekt met gras. Elk graf heeft zijn eigen steen. Voor joodse graven heeft de top van de steen de vorm van een Davidsster. De tekst op elke steen vermeldt de naam van de militair, rang, divisie, staat en sterfdatum. Van de 14.246 graven zijn 486 soldaten niet geïdentificeerd. De stenen van de niet-geïdentificeerde soldaten vermelden de tekst: Here rests in honored glory an American soldier known but to god.
Aan de zuidzijde van het kerkhof bevindt zich een herdenkingsgebouw, ontworpen door architectenbureau York en Sawyer uit New York. Het midden van het 'memorial' geeft toegang tot een kapel met daarin de vlaggen van de VS en de andere geallieerde landen. De glas-in-loodramen tonen de insignes van de diverse divisies die in de regio opereerden. De twee loggia's buiten de kapel tonen de namen van 954 vermiste militairen.
Aan de noordzijde van het kerkhof bevindt zich het bezoekersgebouw. Hier ligt een boek waarin een bezoek geregistreerd kan worden.
De toegang van het kerkhof, zowel aan de west- als oostzijde, wordt 'bewaakt' door twee witte torens met daarop de Amerikaanse adelaar. In het midden van het terrein bevindt zich een grote vijver.
Het onderhoud en beheer van de begraafplaats valt onder verantwoordelijkheid van de American Battle Monuments Commission.

## Bezoekers
De begraafplaats is dagelijks geopend, met uitzondering van 25 december en 1 januari. Personeel verstrekt informatie over de graven.

## Andere Amerikaanse monumenten
In de buurt bevinden zich nog twee andere monumenten die herinneren aan de slag die daar in 1918 gevoerd werd:
- Het Memorial de Montfaucon monument
- Het Varennes en Argonne memorial

## Andere sites in Romagne-sous-Montfaucon
- Duitse militaire begraafplaats in Romagne-sous-Montfaucon
- Romagne '14-'18

## Galerij

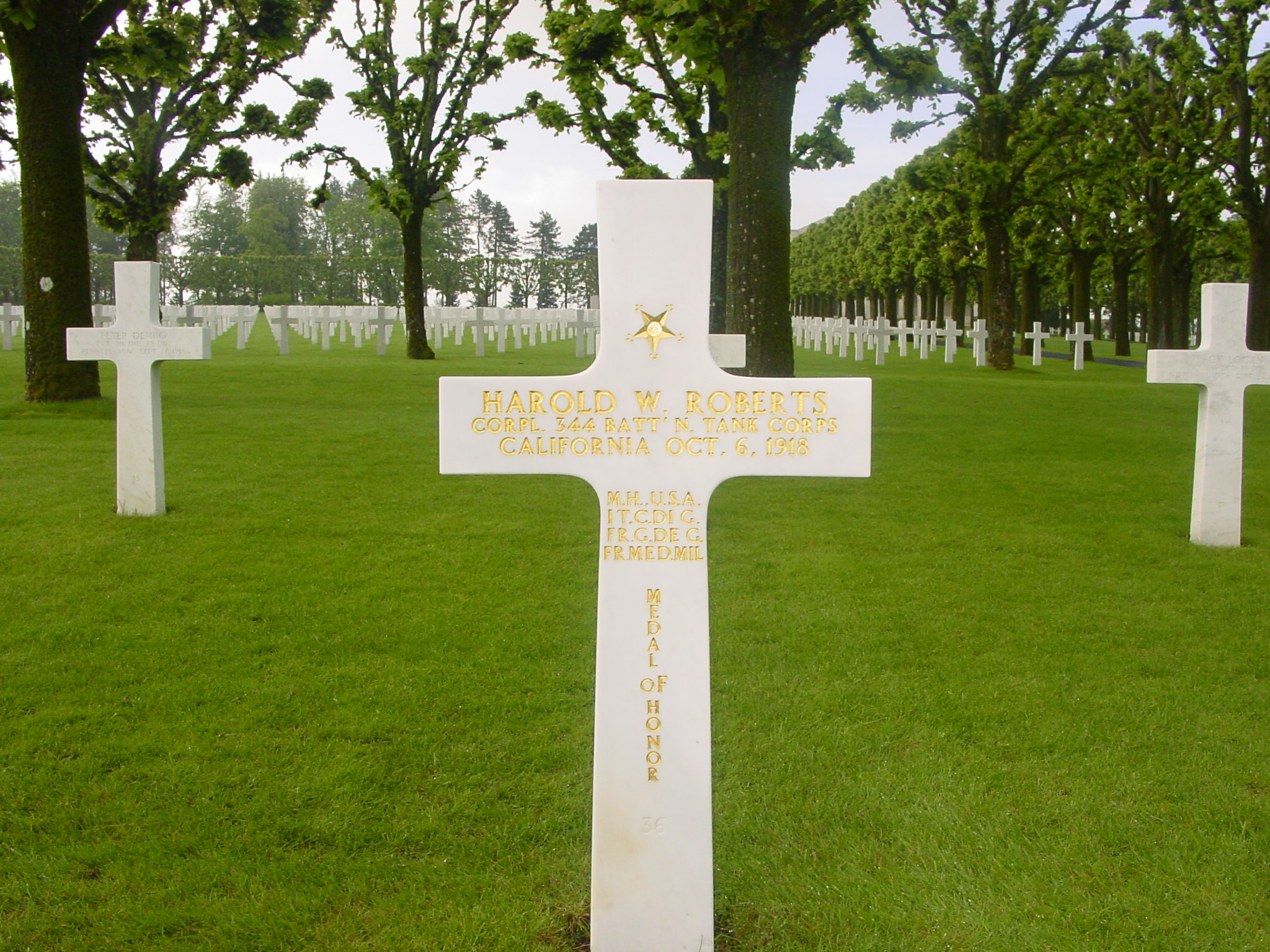
Medal of Honor van Harold W. Roberts
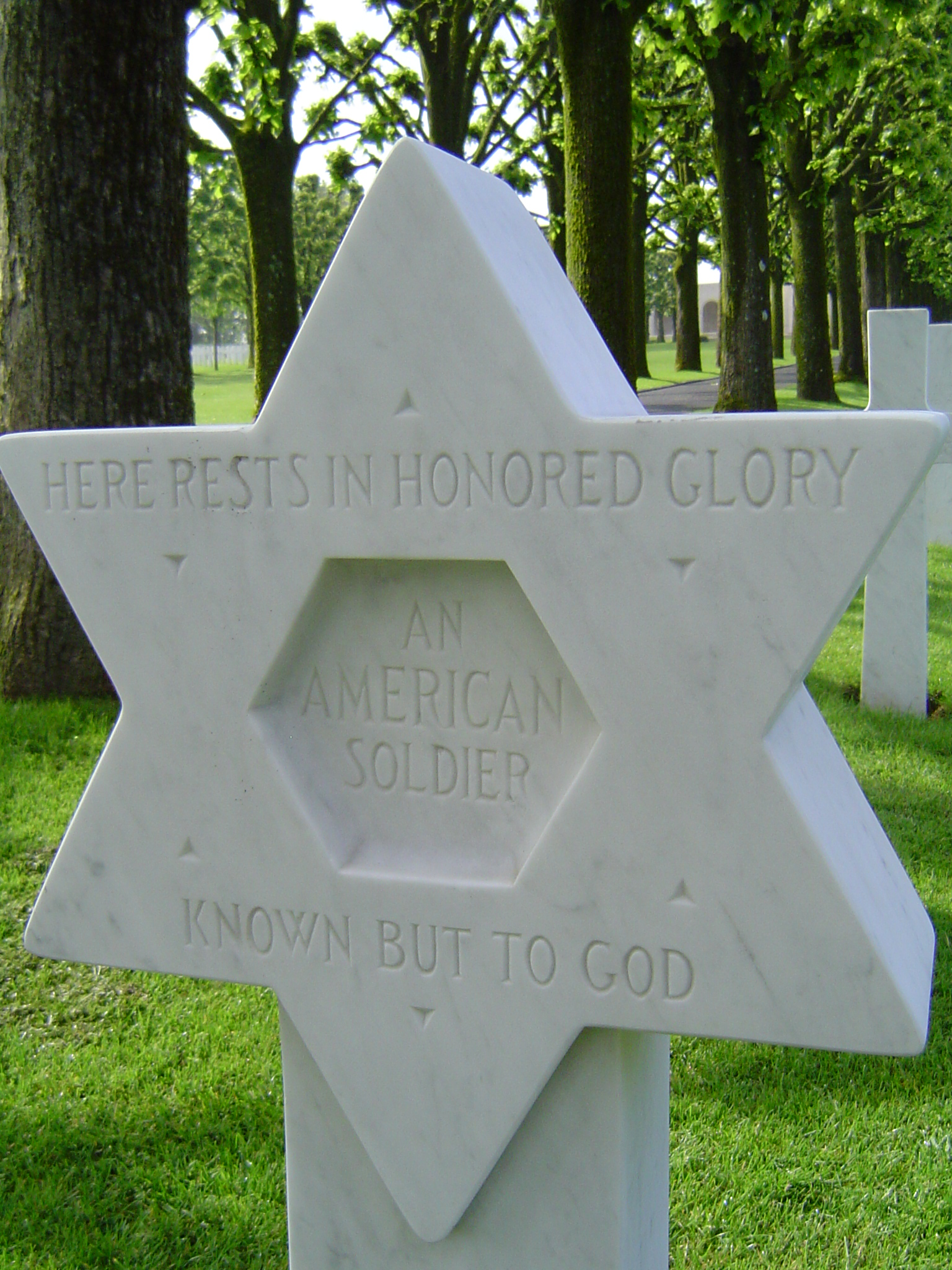
Een onbekende joodse soldaat
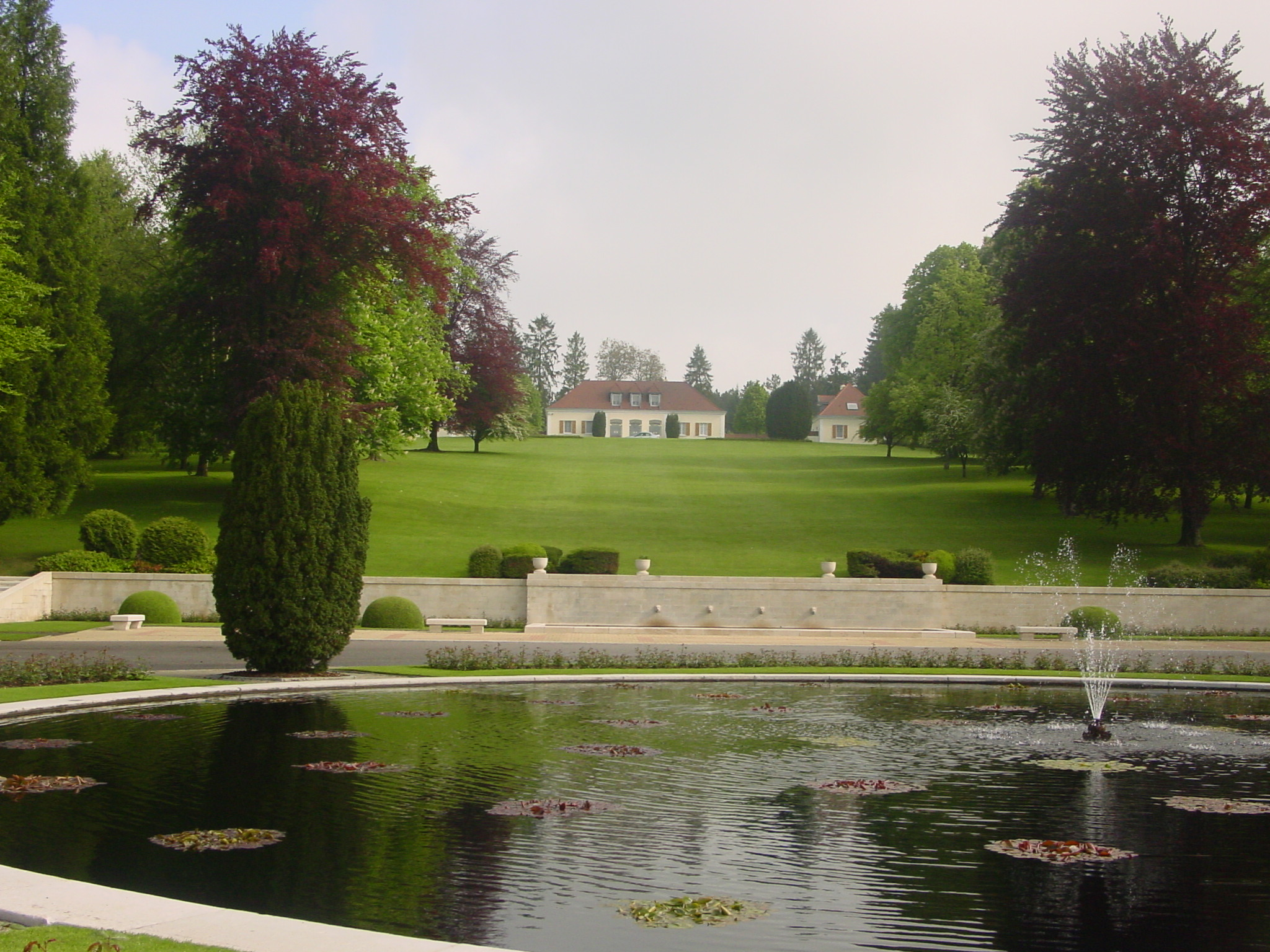
De vijver in het midden van het complex met uitzicht op het bezoekersgebouw
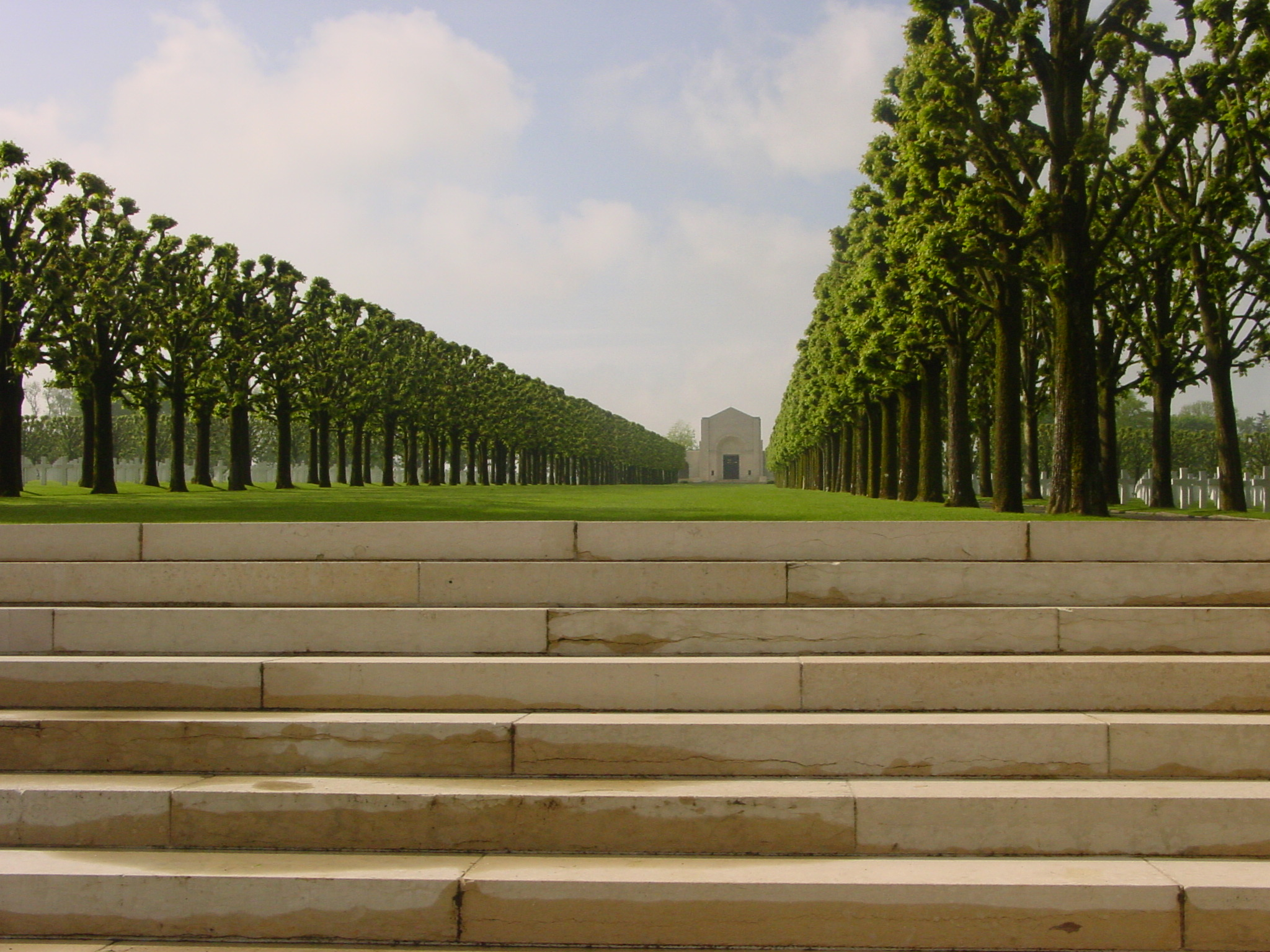
Uitzicht op het memorial vanaf het midden van het complex
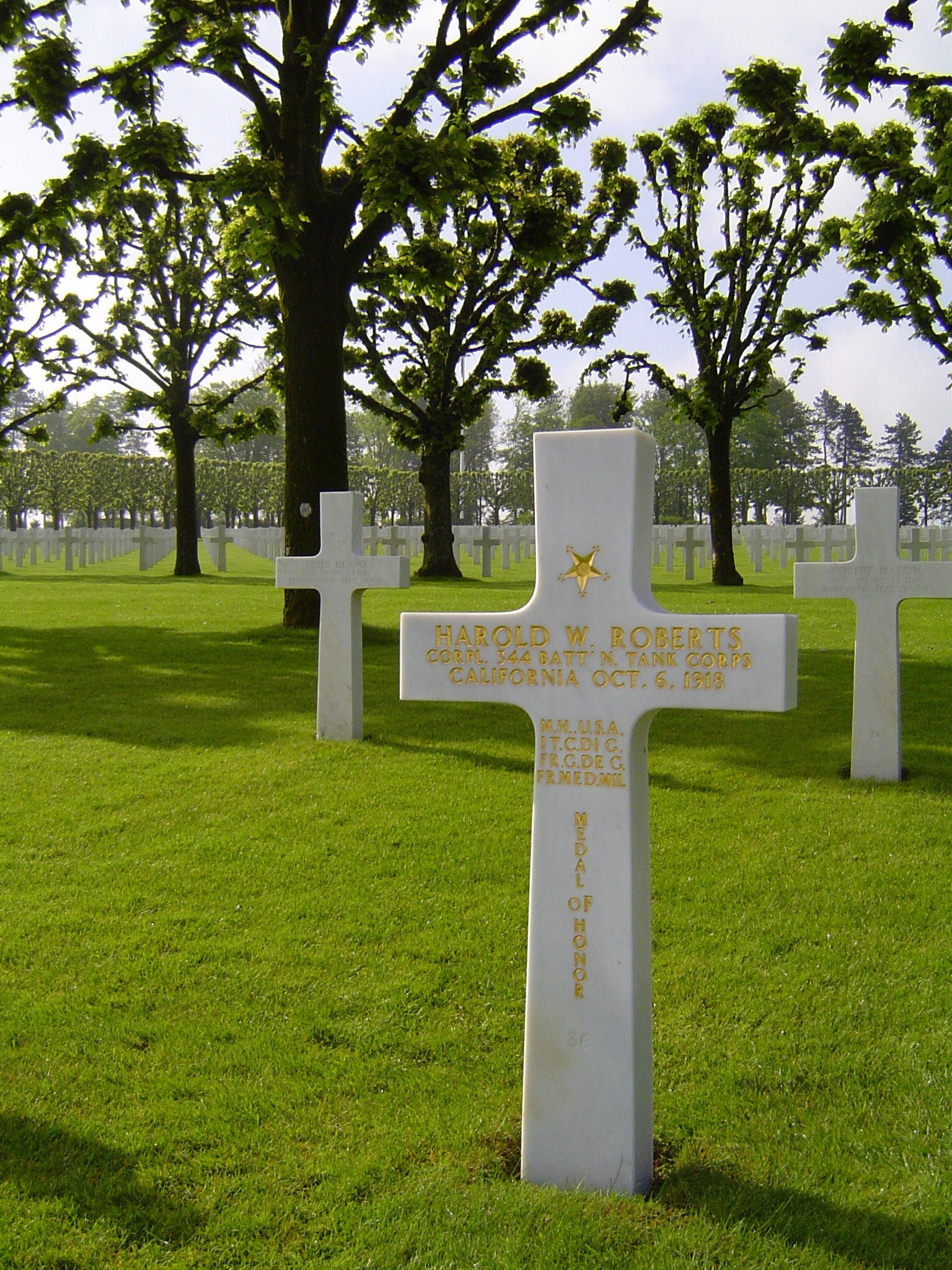